# Малополомское сельское поселение
Малополомское сельское поселение — упразднённое муниципальное образование в составе Унинского района Кировской области России.
Центр — деревня Малый Полом.

## История
Малополомское сельское поселение образовано 1 января 2006 год в границах Малополомского сельского округа.
К 2021 году упраздняется в связи с преобразованием Унинского муниципального района в муниципальный округ.

## Население
| 2010 | 2012 | 2013 | 2014 | 2015 | 2016 | 2017 |
| ---- | ---- | ---- | ---- | ---- | ---- | ---- |
| 408  | ↘385 | ↘384 | ↘383 | ↘371 | ↘361 | ↘359 |
| 2018 | 2019 | 2020 | 2021 |      |      |      |
| ↘346 | ↘334 | ↘332 | ↘234 |      |      |      |

## Состав
| № | Населённый пункт | Тип населённого пункта          | Население |
| - | ---------------- | ------------------------------- | --------- |
| 1 | Малый Полом      | деревня, административный центр | 267       |
| 2 | Афанасьевцы      | деревня                         | 141       |
| 3 | Багей            | деревня                         | 0         |
| 4 | Маги             | деревня                         | 0         |